# Oksøyskjeret
Oksøyskjeret est une île norvégienne du comté de Hordaland appartenant administrativement à Bømlo.

## Description
Rocheuse et désertique, au sud d'Oksøya, à fleur d'eau, elle s'étend sur environ 129 m de longueur pour une largeur approximative de 114 m.